# Radawczyk (gmina Konopnica)
Radawczyk – kolonia w Polsce położona w województwie lubelskim, w powiecie lubelskim, w gminie Konopnica, formalnie będąca częścią wsi Tereszyn.
W latach 1975–1998 miejscowość administracyjnie należała do województwa lubelskiego.